# 도산서원 (대전)
도산서원(道山書院)은 대전광역시 서구 탄방동에 있는 조선시대의 서원이다. 1989년 3월 18일 대전광역시의 문화재자료 제3호로 지정되었다.

## 개요
만회 권득기와 그의 아들 탄옹 권시를 추모하기 위해 세운 서원이다.
권득기는 41세 때 문과에 급제하여 예조좌랑을 지냈으며, 정세가 어지러워지자 벼슬을 버리고 도학을 공부하였다고 한다.
권시도 학문이 뛰어나 대군사부·한성부좌윤 등에 임명되었으나, 벼슬을 버리고 고향인 이곳에서 학문에 힘썼다.
이 서원은 조선 숙종 19년(1693)에 유림들이 뜻을 모아 세운 것으로，숙종 37년(1711)에 나라에서 내린 현판을 받아 사액서원이 되었다.
사당 3칸·묘문 3칸·강당 4칸·서재 3칸·남재 4칸·전사청 3칸 등 모두 23칸 규모를 가진 서원이었다고 하는데, 흥선대원군의 서원 철폐령으로 철거되었다. 그 뒤 1921년 단을 만들고 제사를 지냈으며, 1968년·1973년 두 차례에 걸쳐 안동 권씨 문중에서 복원하였다.
'도산'이라는 이름도 이곳에 머무르면서 도학을 연마하였기 때문에 붙인 것이다.

## 현지 안내문
만회 권득기 선생과 그의 아들인 탄옹 권시 선생을 추모하기 위하여 1693년(숙종 19년)에 유림들이 세웠다. 서원에는 강당으로 사용한 명교당, 유생들의 숙소인 지선재, 시습재와 권득기, 권시 두 분을 모시는 함덕사가 있다. 이 마을 뒷산을 도산이라 하여 도산서원이라 불리며, 대원군의 서원 철폐령(1868년)으로 헐리었다가 1968년, 1973년 두 차례에 걸쳐 복원하였다.

## 같이 보기
- 권시

## 참고 자료
- 도산서원 - 국가유산청 국가유산포털
- 도산서원(道山書院) - 한국서원연합회